# Aenictus brevinodus
Aenictus brevinodus es una especie de hormiga guerrera del género Aenictus, familia Formicidae. Fue descrita científicamente por Jaitrong & Yamane en 2011.
Se distribuye por Indonesia. Habita en la vegetación y sobre bordes de carreteras.